# Salim ibn Thuwayni
Salim ibn Thuwayni al Bu Said, född omkring 1845, död 7 december 1876 i Hyderabad i Indien, var sultan av Oman.
Han efterträdde sin far Thuwayni ibn Said 1866, men blev avsatt två år senare, och levde sedan i exil i Indien. Han efterträddes av Azzan ibn Qays.